# Al-Muharraq Sports Club (pallacanestro)
L' Al-Muharraq Basketball Sports Club (نادي المحرق الرياضي لكرة السلة, in lingua araba) è una società professionistica di basket con sede nella città di Manama in Bahrein e compete nella massima categoria nazionale, la Bahraini Basketball Premier League.
I colori sociali della squadra sono il rosso ed il bianco; le partite casalinghe vengono giocate presso l' Al Hassan Sports Complex di Manama che può ospitare fino a 2.500 spettatori. La squadra fa parte della società polisportiva dell'Al-Muharraq Sports Club, una delle più titolate, rinomare ed antiche del Bahrein e del Golfo Persico.

## Storia
La società polisportiva dell'Al-Muharraq è stata fondata nel 1928 anche se inizialmente la società organizzò in maniera primaria la squadra di calcio. L'attività della pallacanestro però si è diffusa negli anni, con la sezione di basket che dagli anni settanta partecipa alla Bahraini Basketball Premier League, la massima competizione nazionale, che la squadra è riuscita a vincere in tre occasioni. La prima affermazione nel campionato nazionale arrivò nella stagione 2007-2008, dopo aver concluso al primo posto la stagione regolare con 16 vittorie e 2 sconfitte, l'Al-Muharraq arrivò alla finale per il titolo dove sconfisse in gara secca l'Al Manama. Il secondo titolo nazionale venne vinto nella stagione 2011-2012, anche in questa occasione la squadra concluse in testa alla classifica la stagione regolare, arrivando poi nuovamente in testa alla classifica anche nella seconda fase del campionato, a pari merito con l'Al-Ahli Manama; in questo modo l'Al-Muharraq si guadagnò un posto nella serie finale per il titolo dove si scontro proprio contro l'Al-Ahli Manama. La serie, giocata al meglio delle cinque partite, si concluse dopo la quarta sfida, grazie alla vittoria arrivata al tempo supplementare con il punteggio di 100 a 92 con il Muharraq che si laureò per la seconda volta della sua storia campione della Bahraini Basketball Premier League. Nella stessa stagione la squadra è riuscita ad ottenere la doppietta di trofei nazionali, conquistando anche la Zain Bahrain Basketball Cup, trofeo conquistato per la quinta volta nel 2012 battendo per 80-65 i detentori dell'Al Manama..
Il terzo ed ultimo, fino ad oggi, titolo nazionale dell'Al-Muharraq è arrivato al termine della stagione 2018-2019; in quella annata la squadra, guidata in panchina dall'allenatore serbo Ivan Jeremic e sul campo dal duo di giocatori statunitensi Kevin Murphy e Mike Harris, concluse la stagione regolare con il record di 10 vittorie ed una sola sconfitta concludendo al secondo posto la regolar season. Nel tabellone finale per l'assegnazione del titolo, l'Al-Muharraq dopo aver battuto rispettivamente l'Al-Ittihad Manama, nella serie dei quarti di finale, e l'Al-Ahli Manama, in quella delle semifinali, arrivò alla serie conclusiva del campionato dove sconfisse, nella serie giocata al meglio delle cinque partite, con un netto 3-0 anche l'Al-Riffa, vincendo così per la terza volta titolo della Bahraini Basketball Premier League.
Proprio la vittoria del titolo 2018-2019 ha permesso alla squadra di prendere parte alle qualificazioni per l'edizione 2019 della FIBA Asia Champions Cup. L'Al-Muharraq dopo aver vinto il torneo di qualificazione della sottozona dell'Asia Occidentale, superando lo Shabab Al-Ahli degli Emirati Arabi Uniti e l'Al-Shamal SC del Qatar, ottenne l'accesso alla fase finale della competizione, dove si presentò quasi con lo stesso roster che aveva ottenuto la vittoria della Zain Basketball League ma guidata in questa occasione dall'allenatore statunitense Dean Murray. Nell'ultima giornata della fase a gironi, con la squadra che aveva ancora la possibilità di ottenere il pass per la fase successiva, l'Al-Muharraq portò a casa la vittoria nella sfida contro il Fubon Braves di Taipei, grazie al canestro a pochi secondi dal termine di Ahmed Alderazi, che consentì alla squadra di avere accesso alle semifinali. Il percosso del Muharraq  però si interruppe proprio in semifinale dove venne sconfitta per 100 ad 88 dalla squadra libanese dell'Al-Riyadi Beirut.
Nel luglio 2023, in virtù del secondo posto ottenuto nella stagione precedente, la BBA ha annunciato che l'Al-Muharraq avrebbe preso parte alla seconda edizione della FIBA WASL 2023-24, diventando la seconda squadra del Bahrein a partecipare alla competizione.

## Palmares

### Titoli nazionali
Bahraini Premier League:
- Campioni (4): , 2007-2008, 2011-2012, 2018-2019, 2024-2025

Bahraini Cup:
- Campioni (7):  1977-1978, 2002-2003, 2003-2004, 2009-2010, 2011-2012, 2016-2017, 2024-2025

Bahraini Super Cup:
- Campioni(1): 2020

Khalifa Bin Salman Basketball Cup:
- Campioni(1): 2016-2017

## Roster attuale
Il roster per la stagione 2024-2025 
|    | Naz.                                        | Ruolo | Sportivo             | Anno | Alt. | Peso |  |
| -- | ------------------------------------------- | ----- | -------------------- | ---- | ---- | ---- |  |
| 00 | Bahrein (bandiera)                          | PG    | Baqer Isa            | 2000 | 176  | 72   |  |
| 0  | Stati Uniti (bandiera) · Libia (bandiera)   | G     | Tony Mitchell        | 1989 | 198  | 98   |  |
| 2  | Bahrein (bandiera) · Stati Uniti (bandiera) | AG    | Wayne Chism          | 1987 | 206  | 111  |  |
| 5  | Bahrein (bandiera)                          | PG    | Hussain Ali          | 1993 | 179  | 74   |  |
| 7  | Bahrein (bandiera)                          | G     | Mohamed Ebrahim      | 1987 | 185  | 80   |  |
| 8  | Bahrein (bandiera)                          | G     | Ali Nader            | 1998 | 183  | 76   |  |
| 9  | Bahrein (bandiera)                          | G     | Ali Habib            | 1990 | 180  | 77   |  |
| 10 | Bahrein (bandiera)                          | AG    | Ali Khaled Rabia     | 1996 | 198  | 85   |  |
| 15 | Stati Uniti (bandiera)                      | AP    | Sir'Dominic Pointer  | 1992 | 198  | 84   |  |
| 25 | Bahrein (bandiera)                          | G     | Bader Malabes        | 1987 | 183  | 78   |  |
| 34 | Bahrein (bandiera)                          | AG    | Ali Shukrallah       | 1994 | 194  | 88   |  |
| 66 | Bahrein (bandiera)                          | AP    | Mohamed Nasser Jumaa | 1997 | 195  | 89   |  |
| 99 | Bahrein (bandiera)                          | PG    | Abdulla Rabia        | 1999 | 175  | 70   |  |

### Staff tecnico
| Ruolo           | Nome                  |
| --------------- | --------------------- |
| Capo Allenatore | Salem Ahmed Al Haddad |
| Assistente      | Ahmed Jan             |